# 查尔斯·克劳斯
查尔斯·克劳斯（英語：Charles Krause，？—？），美国前男子竞技体操运动员。他曾获得1904年夏季奥运会体操比赛男子爬绳银牌和男子团体全能铜牌。他也参加了另外三个个人小项，最好名次是第45名。